# خانه آریان
خانه آریان مربوط به اواخر دوره قاجار - اوایل دوره پهلوی است و در چابهار، انتهای خیابان خاتم الانبیا، کوچه آریان، بن‌بست ۴ متری واقع شده و این اثر در تاریخ ۱۶ شهریور ۱۳۸۳ با شمارهٔ ثبت ۱۱۰۹۳ به‌عنوان یکی از آثار ملی ایران به ثبت رسیده است.